# Kjell Scherpen
Kjell Scherpen (Emmen, 23 gennaio 2000) è un calciatore olandese, portiere dell'Union Saint-Gilloise.

## Biografia
Aveva un fratello maggiore di nome Jorg, morto a 20 anni nel febbraio 2019.

## Caratteristiche tecniche
Di ruolo portiere, i suoi punti di forza sono le parate in uscita e parare i rigori.

## Carriera

### Club
Cresciuto nelle giovanili dell'Emmen, esordisce in prima squadra il 3 novembre 2017, in occasione della partita di campionato persa per 3-1 contro l'Helmond Sport. Nell'annata seguente è il portiere titolare dell'Emmen nella massima serie olandese e non salta nemmeno un match. Il 24 aprile 2019 firma un contratto quadriennale con l'Ajax, valido a partire dalla stagione seguente.
Dopo aver giocato solo con lo Jong Ajax, debutta in prima squadra il 4 aprile 2021 in Heerenveen-Ajax (1-2), viste le assenze di André Onana e Maarten Stekelenburg, risultando il migliore in campo. Quattro giorni dopo debutta nelle coppe europee in occasione di Ajax-Roma (1-2), gara valida per l'andata dei quarti di finale di Europa League.
Il 16 luglio 2021 viene acquistato per circa 5 milioni di euro dal Brighton. L'8 gennaio 2022 esordisce con i biancoblù nel successo ai supplementari in FA Cup contro il West Bromwich.
Quella in coppa è la sua unica presenza con i Seagulls, che il 31 gennaio 2022 lo cedono in prestito all'Ostenda.
Il 16 agosto 2022 viene ceduto in prestito al Vitesse.
Il 6 luglio 2023 viene ceduto in prestito allo Sturm Graz.

### Nazionale
Dopo avere rappresentato le selezioni under-19 e under-21, nel giugno 2022 viene convocato per la prima volta dalla nazionale maggiore in sostituzione dell'infortunato Tim Krul.

## Statistiche

### Presenze e reti nei club
Statistiche aggiornate al 17 aprile 2021.
| Stagione        | Squadra         | Campionato      | Campionato | Campionato | Coppe nazionali | Coppe nazionali | Coppe nazionali | Coppe continentali | Coppe continentali | Coppe continentali | Altre coppe | Altre coppe | Altre coppe | Totale | Totale | Totale |
| Stagione        | Squadra         | Comp            | Pres       | Reti       | Comp            | Pres            | Reti            | Comp               | Pres               | Reti               | Comp        | Pres        | Reti        | Pres   | Reti   |        |
| --------------- | --------------- | --------------- | ---------- | ---------- | --------------- | --------------- | --------------- | ------------------ | ------------------ | ------------------ | ----------- | ----------- | ----------- | ------ | ------ | ------ |
| 2017-2018       | Emmen           | 1D              | 1          | -3         | CO              | 0               | 0               |                    | -                  | -                  |             | -           | -           | 1      | -3     |        |
| 2018-2019       | Emmen           | ED              | 34         | -72        | CO              | 1               | -1              |                    | -                  | -                  |             | -           | -           | 35     | -73    |        |
| 2019-2020       | Jong Ajax       | 1D              | 14         | -18        |                 | -               | -               |                    | -                  | -                  |             | -           | -           | 14     | -18    |        |
| 2020-2021       | Jong Ajax       | 1D              | 15         | -22        |                 | -               | -               |                    | -                  | -                  |             | -           | -           | 15     | -22    |        |
| 2020-2021       | Ajax            | ED              | 2          | -1         | CO              | 1               | -4              | UCL+UEL            | 0+1                | -2                 |             | -           | -           | 4      | -7     |        |
| 2021-gen. 2022  | Brighton        | PL              | 0          | 0          | FACup+CdL       | 1               | -1              |                    | -                  | -                  |             | -           | -           | 0      | 0      |        |
| gen.-giu. 2022  | Ostenda         | JPL             | 7          | -12        |                 | -               | -               |                    | -                  | -                  |             | -           | -           | 7      | -12    |        |
| 2022-2023       | Vitesse         | ED              | 26         | -31        | CO              | 0               | 0               |                    | -                  | -                  |             | -           | -           | 26     | -31    |        |
| Totale carriera | Totale carriera | Totale carriera | 99         | -159       |                 | 3               | -6              |                    | 1                  | -2                 |             | -           | -           | 103    | -167   |        |

## Palmarès

### Club

#### Competizioni nazionali
- Campionato olandese: 1

Ajax: 2020-2021
- Coppa dei Paesi Bassi: 1

Ajax: 2020-2021
- Supercoppa dei Paesi Bassi: 1

Ajax: 2019
- Coppa d'Austria: 1

Sturm Graz: 2023-2024
- Campionato austriaco: 2

Sturm Graz: 2023-2024, 2024-2025